# Eugenio Gugliemelli
Eugenio Maximiliano Gugliemelli – argentyński zapaśnik walczący w stylu wolnym. Zajął dziesiąte miejsce na mistrzostwach panamerykańskich w 2013. Brązowy medalista mistrzostw Ameryki Południowej w 2012 roku.